# Matière baryonique
En cosmologie, la matière baryonique comprend toute la matière composée de particules composites appelées baryons. En pratique, elle correspond aux protons et aux neutrons, auxquels on adjoint implicitement les électrons (qui ne sont pas des baryons, mais des leptons), l'ensemble composant les atomes et les molécules et toutes les structures visibles dans l'univers observable (étoiles, galaxies, amas de galaxies, etc.). Cette matière constituerait 5 % de ce qui existe dans l’Univers.
Le terme de « matière non baryonique » est fréquemment utilisé pour décrire toute forme de matière exotique autre que baryons, leptons et photons. Il est plausible que des formes de matière non baryoniques existent dans l'Univers. Plusieurs modèles proposent ainsi que la matière noire, intervenant dans la structure et la dynamique des galaxies et des amas de galaxies sans toutefois émettre de rayonnement, soit composée de matière non baryonique.

## Abondance et répartition
La mesure de l'abondance de la matière baryonique, ainsi que sa répartition dans l'Univers, est l'un des enjeux majeurs de la cosmologie moderne. Une étude publiée en 2020 propose d'estimer la densité de matière baryonique dans l'Univers à l'aide des sursauts radio rapides dont la localisation a pu être obtenue. La valeur trouvée est de 0,051 ± 0,025 atome par mètre cube, ce qui est cohérent avec les modèles faisant consensus.
Un recensement des baryons de l’Univers indique que 10 % d’entre eux se trouveraient à l’intérieur des galaxies, 50 à 60 % dans le milieu circumgalactique, et les 30 à 40 % restants pourraient être situés dans le milieu intergalactique chaud,.
Selon une étude, la plus grande partie de la masse baryonique (76 %) serait diffuse et ionisée, et se trouverait dans le milieu intergalactique (MIG) et les halos des galaxies, groupes et amas,.